# 釋迦出山像
25°02′14″N 121°29′59″E / 25.037252°N 121.499851°E
《釋迦出山像》，是臺灣藝術家黃土水在1926年的木雕作品，複製品列為中華民國重要古物，原件今僅存石膏原模、鑄銅複製品。

## 歷史
台灣日治時期，黃土水在日本帝展後雖已成名，但經濟貧困，《臺灣日日新報》社長赤石定藏曾建議放棄純藝術創作，雕塑些迎合一般觀眾的小作，以便營生，但黃土水不願接受。當時正好萬華人準備捐獻一尊釋迦像給萬華龍山寺，由魏清德主持募款。於是魏清德就以雕塑佛像的名義，特募集一千四百元給黃土水。
黃土水接此委託時，已完成東京美術學校雕刻訓練，也受到明治時代雕刻師高村光雲啟發，便花費相當時間收集資料，同時找尋適合的男性模特兒，製作時考量如何在傳統佛雕中，注入新時代的風格。其造型係雕造釋迦牟尼佛修行多年後，悟道後下山時的姿貌，以清瘦的身上披著袈裟，端莊地合掌站立，故名「釋迦出山像」。他先採用為泥塑，再翻石膏像，然後以石膏為模，採木雕刻製。木雕材質為櫻木，1926年完成，年尾帶回臺灣供奉於龍山寺。
1945年臺北大空襲，安奉於龍山寺側殿的《釋迦出山像》本尊遭炸毀。

## 複製品

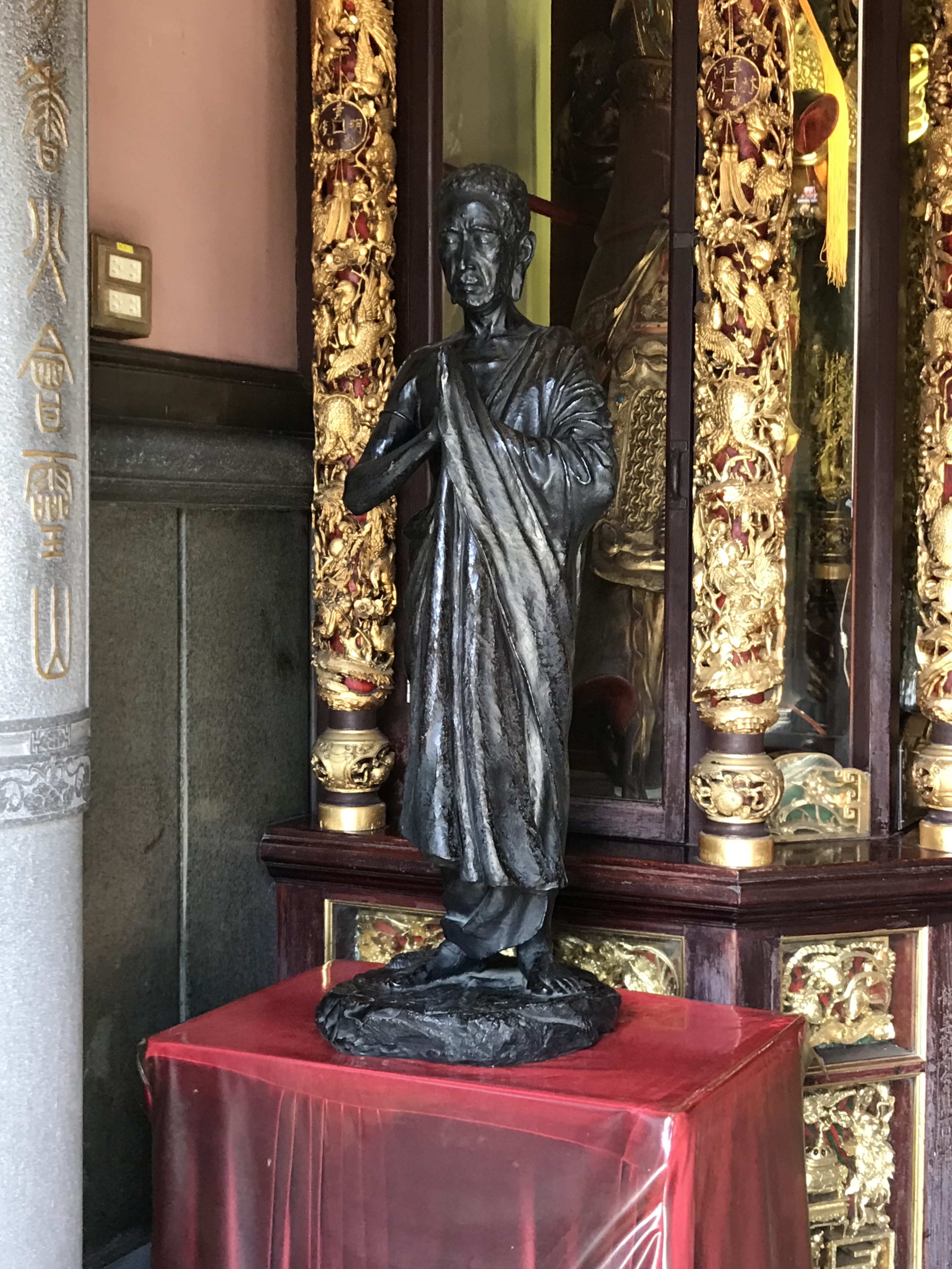
萬華龍山寺的釋迦出山像複製品

由於魏清德當年出力最多，《釋迦出山像》石膏雛型遂寄藏在魏家。1987年7月22日上午，小偷潛入魏清德之子魏火曜家中竊走了佛堂的大小神像，《釋迦出山像》石膏被丟碎在內牆邊。
魏火曜本就有意將石膏像捐給台北市立美術館，湊巧美術館館長黃光男遲一天派人去取，結果發生意外，當日下午他先打電話給美術館，館方表示修復無門，妹妹魏淑順便建議他找文建會美術科科長黃才郎幫忙。同天，魏火曜立即將碎石膏拿到文建會，由黃才郎檢查後，發現曾修補過頭部，雖摔斷頸部與軀體雖開膛裂開到袈娑，但還不影響頭型完整且可以定位支撐塑像。
文建會主委陳奇祿指示儘力作妥善完備修護，請來黃朝謨考據修復。1989年10月30日，文建會將翻銅製作的五件複製品轉贈國立歷史博物館、國立臺灣美術館、台南開元寺、高雄市立美術館和原木雕陳列所在的龍山寺。
至於原石膏模，原本文建會想捐給高雄市立美術館，但台北市立美術館爭取而獲得。台北市立美術館則於1994年6月編訂預算再以鑄銅方式複製，1997年8月完成。同年12月5日，該館舉行鑄銅作品發表會時，遭質疑再翻五件鑄銅作品的動機，館長林曼麗表示何明績、蒲浩明、高燦興等技術顧問一致認為，雕塑原作通常是以大、小型作品各不超過六件、十二件為基準，《釋迦出山像》算是小件作品，遂尚可再複製。由於館方採用是一體成型複製，此五件高度不及文建會翻製。
2009年3月2日，文建會文化資產總管理處籌備處公告《釋迦出山像》列為中華民國重要古物，但名稱易和南宋畫家梁楷的《出山釋迦圖》混淆，審議委員望更改作品名稱。